# Ерванд и Ерваз
Ерванд и Ерваз (арм. Երվանդ և Երվազ), Еруанд и Еруаз — в армянской мифологии братья-близнецы, рождённые от связи с быком женщиной из царского рода Аршакуни, отличавшейся огромным ростом, крупными чертами лица, чрезмерной чувственностью. Ерванд и Ерваз наделены функциями культурных героев. Ерванд, став царём Армении, строит город, храмы; главным жрецом нового храма в Багаране он назначает Ерваза. От взгляда Ерванда, наделённого магической силой (дурным глазом), лопался гранит. В эпосе «Випасанк» Ерванд — то злой вишап, то добрый царь (ср. Артавазд). Согласно другому варианту, Ерванд как злой вишап заключается каджами в мутные воды рек.